# 湯之谷村

現・魚沼市域における平成の大合併。当町は小出町の東隣に位置し、小出中心街と連続的な市街地が形成されていた。

湯之谷村（ゆのたにむら）は、新潟県北魚沼郡にあった村。小出町への通勤率は20.4%（平成12年国勢調査）。2004年11月1日に小出町、堀之内町、広神村、守門村、入広瀬村との合併により魚沼市となった。

## 地理
- 山：越後駒ヶ岳、平ヶ岳、荒沢岳
- 河川：佐梨川
- 湖沼：奥只見湖

### 隣接していた自治体
小出町、広神村、入広瀬村、大和町、福島県只見町、檜枝岐村、群馬県水上町、片品村

## 歴史
湯之谷温泉郷の大湯温泉は開湯1300年の歴史がある。
近世には上田銀山をはじめとする銀山により周辺一帯は栄え、2万6千人の銀山街が形成されていたと言われている。近代以降は只見川の電源開発へとシフトした。

### 沿革
- 1889年4月 - 町村制施行により八箇村（当時の葎澤村、大澤村、木山澤新田、福島新田、吉田村、七日市新田、七日市村、井口新田が合併）・湯ノ谷村（当時の芋川村、蓑和田村、宇津野村、下折立村、折立又新田、上折立村、大湯村が合併）それぞれが成立する。
- 1901年11月1日 - 八箇村と湯ノ谷村が合併し表記も湯之谷村となる。
- 2004年11月1日 - 周辺町村と合併して魚沼市となり消滅。住所表記から村名が外され、大字のみ市の地域名として存続。

このほか、魚沼市の歴史、湯之谷温泉郷#歴史も参照のこと。

## 行政
- 村長：星巽（2001年4月15日から）

## 姉妹都市・提携都市

### 国内
- 富浦町（千葉県安房郡）
- 文京区（東京都）

## 教育
- 井口小学校 - 合併後の2017年（平成29年）に湯之谷小学校に改称[3]。
- 東湯之谷小学校 - 合併後の2010年（平成22年）に井口小学校と統合。
- 湯之谷中学校

## 交通

### 道路
高速道路
村内には高速道路は通っていない。最寄りは隣接する小出町の魚沼インターチェンジ（関越自動車道）となる。
国道
- 国道17号
- 国道352号 - 一部ファンから酷道と呼ばれる区間がある。
  - 枝折峠

都道府県道
- 主要地方道
  - 新潟県道50号小出奥只見線（奥只見シルバーライン）
  - 新潟県道70号小出守門線

道の駅
- ゆのたに

### 鉄道
村内に鉄道は通っていない。
最寄りの在来線駅は、隣接する小出町のJR上越線・只見線 小出駅。
最寄りの新幹線駅は、隣接する大和町の上越新幹線・上越線 浦佐駅。

## 名所・旧跡・観光スポット・祭事・催事
観光地・旧跡
- 湯之谷温泉郷
- 奥只見レクリェーション都市公園 大湯公園
- 銀山平・枝折峠・上田銀山
- 奥只見ダム（奥只見湖）
- 尾瀬

スキー場
- 奥只見丸山スキー場
- 湯之谷薬師スキー場
- 大湯温泉スキー場

イベント
- ふれあい夏の雪祭り（銀山平）
- 尾瀬三郎中納言供養祭（銀山平）
- コシヒカリプレゼント（湯之谷温泉郷）
- 湯の里雪祭り（折立温泉）

## 出身者
- 米山隆一（医師、弁護士、元新潟県知事）
- 内田幹夫（魚沼市長）
- 大桃美代子（タレント、キャスター）
- 星瑞枝（アルペンスキー選手）